# ウォロー
ウォロー (Wollow) はアイルランドで生まれ、イギリスで調教された競走馬および種牡馬である。シャンペンステークス、デューハーストステークスを無敗で制して最優秀2歳牡馬に選ばれると、2000ギニーにも優勝して、クラシックウィナーとなった。ダービーでは1番人気に押されながら5着に敗れたが、その後もエクリプスステークス、サセックスステークス、ベンソン&ヘッジゴールドカップで優勝した。

## 経歴

### 出自
ウォローはアイルランドウェストミース県マリンガーのTally-Ho Studで生まれた。父Wolver Hollowはソヴリンパスの産駒で1969年のエクリプスステークスを制し、ウォローの活躍により英愛リーディングサイアーに輝いた。母Wichuraianaは大レースでの実績はなかったが、半姉妹にはグッドウッドカップを制したエクサー (Exar)、22号族に属する4代母Black Rayの牝系からはミルリーフ、ブラッシンググルーム、カーレッドなどの名馬が出ている。
ウォローはイヤリングセールにおいて、イタリアの法律家Carlo d'Alessioの代理でニューマーケット・ブラッドストック・エイジェンシーに7000ギニーで買われ、同じくニューマーケットのヘンリー・セシルのもとで調教された。

### 競走馬時代

#### 2歳時 (1975年)
ウォローはニューマーケットで6fのメイドンレースでデビュー勝ちすると、フィッツロイハウスステークス(7f)にも勝利した。9月にはドンカスターのG2シャンペンステークスを制し、10月には英2歳戦の最重要レースであったデューハーストステークス(7f)でも、ミドルパークステークス優勝馬Hittite GloryやアイルランドのMalinowskiらを破って、レコードタイムで優勝し、フリーハンデでは2位に5ポンド差の133ポンドと評価され、最優秀2歳牡馬に選ばれた。

#### 3歳時 (1976年)
3歳時は4月に2000ギニートライアルとして、ニューベリーのG3グリーナムステークス(7f)で戦列に復帰すると、ジュライステークス優勝馬Super Cavalierに1馬身半差を付けて勝利した。2週間後の2000ギニー本番は1番人気に押され、レースではイタリア人騎手Gianfranco Dettori騎乗で、残り1/4ハロン程で先頭に立つと2着馬Vitigesに1馬身半差を付けて力強くゴールした。無敗のままダービーに向かったウォローであったが、タッテナムコーナーで不利を受け、フランス調教馬エンペリーが優勝するなか、5着に敗れた。
ダービー後は、7月にサンダウンのエクリプスステークス(10f)に向かい、フランス調教馬Trepanに次ぐ2着入線だったが、Trepanの失格により繰り上がりで優勝した。さらに7月末にサセックスステークスでも優勝し、G1勝利を加えた。8月にはヨークでベンソン&ヘッジゴールドカップ(現在のインターナショナルステークス)に出走し、素晴らしい走りを見せてフランス馬Crowら相手に優勝した。10月にもチャンピオンステークスに出走したが、いいときの走りができず敗れ引退した。

## 種牡馬時代
120万ポンドのシンジケートが組まれ、1977年より英国で種牡馬入りした。1981年11月に日本中央競馬会に購入され、1982年より下総種馬場などで供用された。1997年に日本で死亡した。

### 主な代表産駒
以下、JBISサーチに基づく。
- Bruckner 1979年産（愛・セヴンスプリングススプリント）
- Woolskin 1981年産（仏・パリ大賞典 2着）
- Dreyer 1982年産（伊・伊共和国大統領賞 3着）
- ナスノノボル 1983年産（宇都宮記念、とちぎ大賞典）
- マロングラッセ 1984年産（金鯱賞）
- アイビンクイン 1984年産（小倉障害S）
- シャイニングスター 1984年産（ウインター争覇）
- マイネルハイル 1987年産（朝日杯３歳S 3着）
- ナラシノブルボン 1989年産（織姫賞A）

母の父として愛ダービー勝馬のザグレブ、日本ではタイセンスワロー（ニューイヤーC）などを送り出している。

## 血統表
| ウォローの血統             | ウォローの血統                   | ウォローの血統                   | （血統表の出典）                 | （血統表の出典）   |
| 父系                       | ソヴリンパス系＜グレイソヴリン系 | ソヴリンパス系＜グレイソヴリン系 | ソヴリンパス系＜グレイソヴリン系 |                    |
| 父 Wolver Hollow (GB) 1964 | 父の父Sovereign Path 1956        | Grey Sovereign                   | Nasrullah                        | Nasrullah          |
| 父 Wolver Hollow (GB) 1964 | 父の父Sovereign Path 1956        | Grey Sovereign                   | Kong                             |                    |
| 父 Wolver Hollow (GB) 1964 | 父の父Sovereign Path 1956        | Mountain Path                    | Bobsleigh                        | Bobsleigh          |
| 父 Wolver Hollow (GB) 1964 | 父の父Sovereign Path 1956        | Mountain Path                    | Path of Peace                    |                    |
| 父 Wolver Hollow (GB) 1964 | 父の母Cygnet 1950                | Caracalla                        | Tourbillon                       | Tourbillon         |
| 父 Wolver Hollow (GB) 1964 | 父の母Cygnet 1950                | Caracalla                        | Astronomie                       |                    |
| 父 Wolver Hollow (GB) 1964 | 父の母Cygnet 1950                | Mrs Swan Song                    | Sir Walter Raleigh               | Sir Walter Raleigh |
| 父 Wolver Hollow (GB) 1964 | 父の母Cygnet 1950                | Mrs Swan Song                    | Donati's Comet                   |                    |
| 母 Wichuraiana (GB) 1963   | 母の父Worden 1949                | Wild Risk                        | Rialto                           | Rialto             |
| 母 Wichuraiana (GB) 1963   | 母の父Worden 1949                | Wild Risk                        | Wild Violet                      |                    |
| 母 Wichuraiana (GB) 1963   | 母の父Worden 1949                | Sans Tares                       | Sind                             | Sind               |
| 母 Wichuraiana (GB) 1963   | 母の父Worden 1949                | Sans Tares                       | Tara                             |                    |
| 母 Wichuraiana (GB) 1963   | 母の母Excelsa 1949               | Owen Tudor                       | Hyperion                         | Hyperion           |
| 母 Wichuraiana (GB) 1963   | 母の母Excelsa 1949               | Owen Tudor                       | Mary Tudor                       |                    |
| 母 Wichuraiana (GB) 1963   | 母の母Excelsa 1949               | Infra Red                        | Ethnarch                         | Ethnarch           |
| 母 Wichuraiana (GB) 1963   | 母の母Excelsa 1949               | Infra Red                        | Black Ray (Family:22-d)          |                    |
| 母系(F-No.)                | 22号族(FN:22-d)                  | 22号族(FN:22-d)                  | 22号族(FN:22-d)                  | [ § 2 ]            |
| 5代内の近親交配            | ゲインズバラ S5×M5=6.25%         | ゲインズバラ S5×M5=6.25%         | ゲインズバラ S5×M5=6.25%         | [ § 3 ]            |
| 出典                       | 1. 2. 3.                         | 1. 2. 3.                         | 1. 2. 3.                         | 1. 2. 3.           |

- 半姉のパールリアナも繁殖牝馬として日本に輸入されており、その孫にグリンモリー・マチカネワラウカド兄弟がいる。
- 3代母インフラレッドは1939年のプリンセスエリザベスステークス勝ち馬。
- 6代母アワーラッシーは1903年のオークスステークス勝ち馬。